# Världsmästerskapen i parkour 2022
Världsmästerskapen i parkour 2022 arrangerades mellan den 14 och 16 oktober 2022 i Ariake Urban Sports Park i Tokyo i Japan. Det var första upplagan av mästerskapet i parkour.
Cirka 120 idrottare från 30 länder tävlade i de två grenarna Speed och Freestyle.

## Medaljörer

### Herrar
| Gren                   | Guld                         | Guld   | Silver                   | Silver | Brons                             | Brons  |
| Speed (16 oktober)     | Bohdan Kolmakov Ukraina      | 25,250 | Andrea Consolini Italien | 25,840 | Tangui van Schingen Nederländerna | 26,370 |
| Freestyle (15 oktober) | Dimitris Kyrsanidis Grekland | 26,000 | Teng Gaozheng Kina       | 25,500 | Davide Rizzi Italien              | 24,500 |

### Damer
| Gren                   | Guld                     | Guld   | Silver                   | Silver | Brons                  | Brons  |
| Speed (15 oktober)     | Miranda Tibbling Sverige | 32,820 | Stefanny Navarro Spanien | 35,030 | Lilou Ruel Frankrike   | 35,650 |
| Freestyle (16 oktober) | Ella Bucio Mexiko        | 27,000 | Hanaho Yamamoto Japan    | 25,000 | Adéla Měrková Tjeckien | 24,500 |

## Medaljtabell
| Nr                   | Nation               | Guld | Silver | Brons | Totalt |
| -------------------- | -------------------- | ---- | ------ | ----- | ------ |
| 1                    | Grekland (GRE)       | 1    | 0      | 0     | 1      |
| 1                    | Mexiko (MEX)         | 1    | 0      | 0     | 1      |
| 1                    | Sverige (SWE)        | 1    | 0      | 0     | 1      |
| 1                    | Ukraina (UKR)        | 1    | 0      | 0     | 1      |
| 5                    | Italien (ITA)        | 0    | 1      | 1     | 2      |
| 6                    | Japan (JPN)          | 0    | 1      | 0     | 1      |
| 6                    | Kina (CHN)           | 0    | 1      | 0     | 1      |
| 6                    | Spanien (ESP)        | 0    | 1      | 0     | 1      |
| 9                    | Frankrike (FRA)      | 0    | 0      | 1     | 1      |
| 9                    | Nederländerna (NED)  | 0    | 0      | 1     | 1      |
| 9                    | Tjeckien (CZE)       | 0    | 0      | 1     | 1      |
| Totalt (11 nationer) | Totalt (11 nationer) | 4    | 4      | 4     | 12     |